# Käthe Niederkirchner

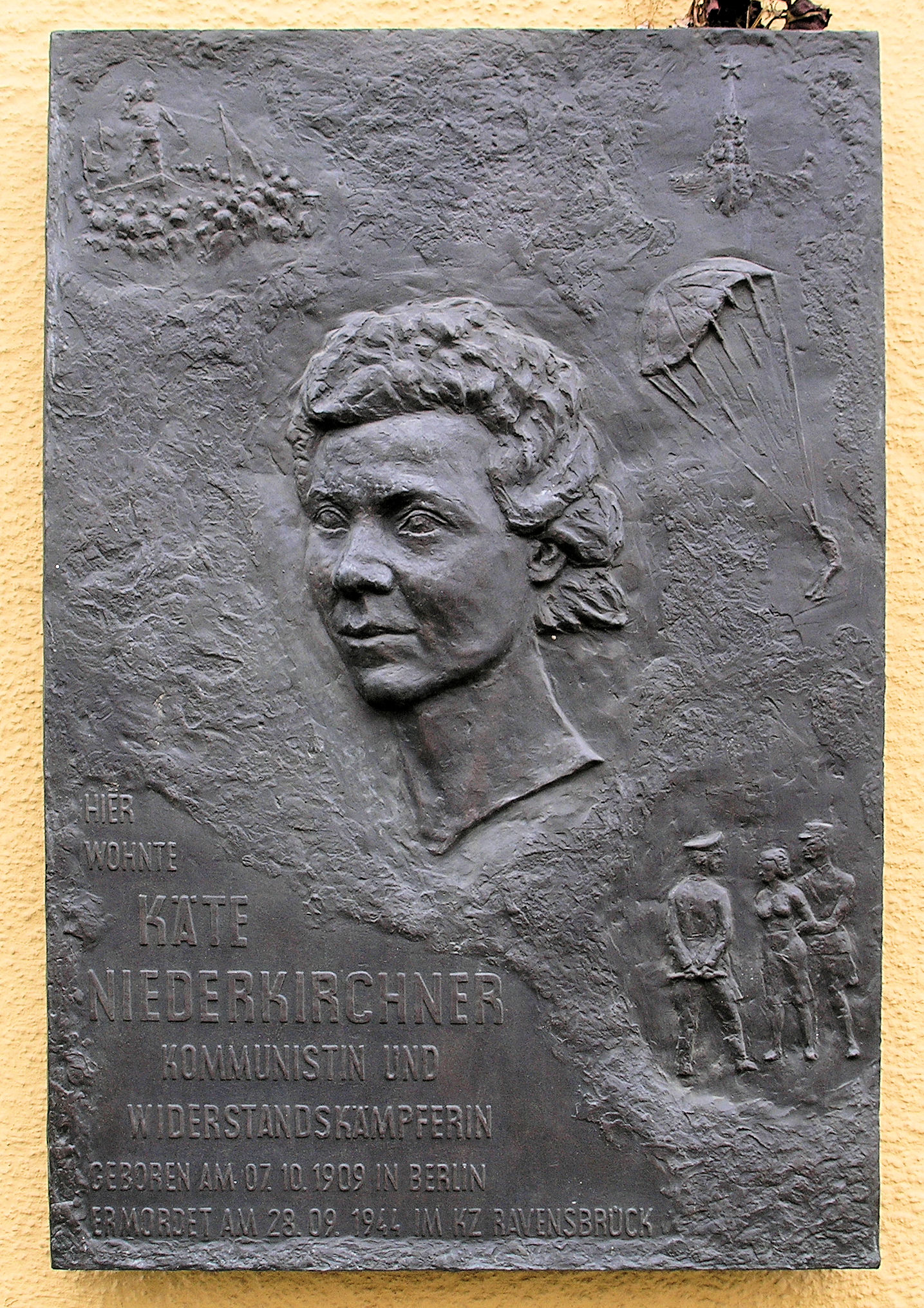
Gedenktafel für Käthe Niederkirchner am Haus Pappelallee 22 in Berlin-Prenzlauer Berg

Käthe Niederkirchner, genannt Katja (* 7. Oktober 1909 in Berlin; † 28. September 1944 in Ravensbrück), war eine kommunistische Widerstandskämpferin gegen den Nationalsozialismus.

## Leben
Käthe Niederkirchner war eines von fünf Kindern des kommunistischen Gewerkschaftsfunktionärs und Rohrlegers Michael Niederkirchner. Ihre Mutter stammte aus einer slowakischen Landarbeiterfamilie und lebte zum Zeitpunkt von Käthes Geburt erst seit vier Jahren in Deutschland. Der Großvater, der aus einer Familie von in Ungarn ansässigen Deutschen stammte, war Steinbrucharbeiter. Politisch folgte sie schon früh den Fußstapfen ihres Vaters und war Mitglied einer kommunistischen Kindergruppe. 1925 trat sie dem Kommunistischen Jugendverband Deutschlands (KJVD) bei und schloss sich 1929 der Kommunistischen Partei Deutschlands (KPD) an. Nach Abschluss einer Schneiderlehre war Niederkirchner meistens arbeitslos. In der Folge beteiligte sie sich umso intensiver am politischen Kampf ihrer Partei. Unter anderem verteilte sie Flugblätter und hielt Reden auf politischen Veranstaltungen. Am 27. März 1933 wurde sie erstmals verhaftet und anschließend aus Deutschland ausgewiesen, da sie wegen der donauschwäbischen Herkunft ihres Vaters die ungarische Staatsbürgerschaft hatte. Sie folgte ihrer Familie in die Sowjetunion. In Moskau konnte sie endlich studieren und wurde Sprecherin in den deutschen Sendungen von Radio Moskau. Ihr älterer Bruder Paul Niederkirchner (1907–19. Oktober 1938) wurde 1938 im Zuge des Großen Terrors vom sowjetischen Geheimdienst NKWD in Moskau verhaftet und dort erschossen.
Nach dem deutschen Überfall auf die Sowjetunion im Juni 1941 meldete sich Niederkirchner zur Roten Armee, um am Kampf gegen den Nationalsozialismus teilzunehmen. Im Juli 1941 heiratete sie den deutschen Spanienkämpfer Heinz Wieland. Niederkirchner wurde intensiv auf eine Untergrundarbeit in Deutschland vorbereitet. Am 7. Oktober 1943 sprang sie gemeinsam mit Theodor Winter aus einem sowjetischen Flugzeug über dem von Deutschland besetzten Polen ab. Gemeinsam sollten sie in Berlin Kontakt mit illegalen Gruppen aufnehmen, wurden aber auf dem Weg dorthin entdeckt, von der Gestapo verhaftet und unter Folter verhört. Ohne Gerichtsverfahren wurde Niederkirchner in verschiedenen Gefängnissen inhaftiert und Ende Mai 1944 in das Konzentrationslager Ravensbrück verschleppt, wo sie in Isolationshaft genommen wurde. In dieser Zeit fertigte sie geheime Tagebuchaufzeichnungen an, die erhalten geblieben sind.
In der Nacht vom 27. zum 28. September 1944 wurde Käthe Niederkirchner von Angehörigen der SS erschossen.
Ihre Nichte Käte Niederkirchner praktizierte als Kinderärztin in Berlin und war 23 Jahre lang Abgeordnete der Volkskammer der DDR; als deren Vizepräsidentin bereitete sie 1990 den Einigungsvertrag mit vor.

## Postume Ehrungen

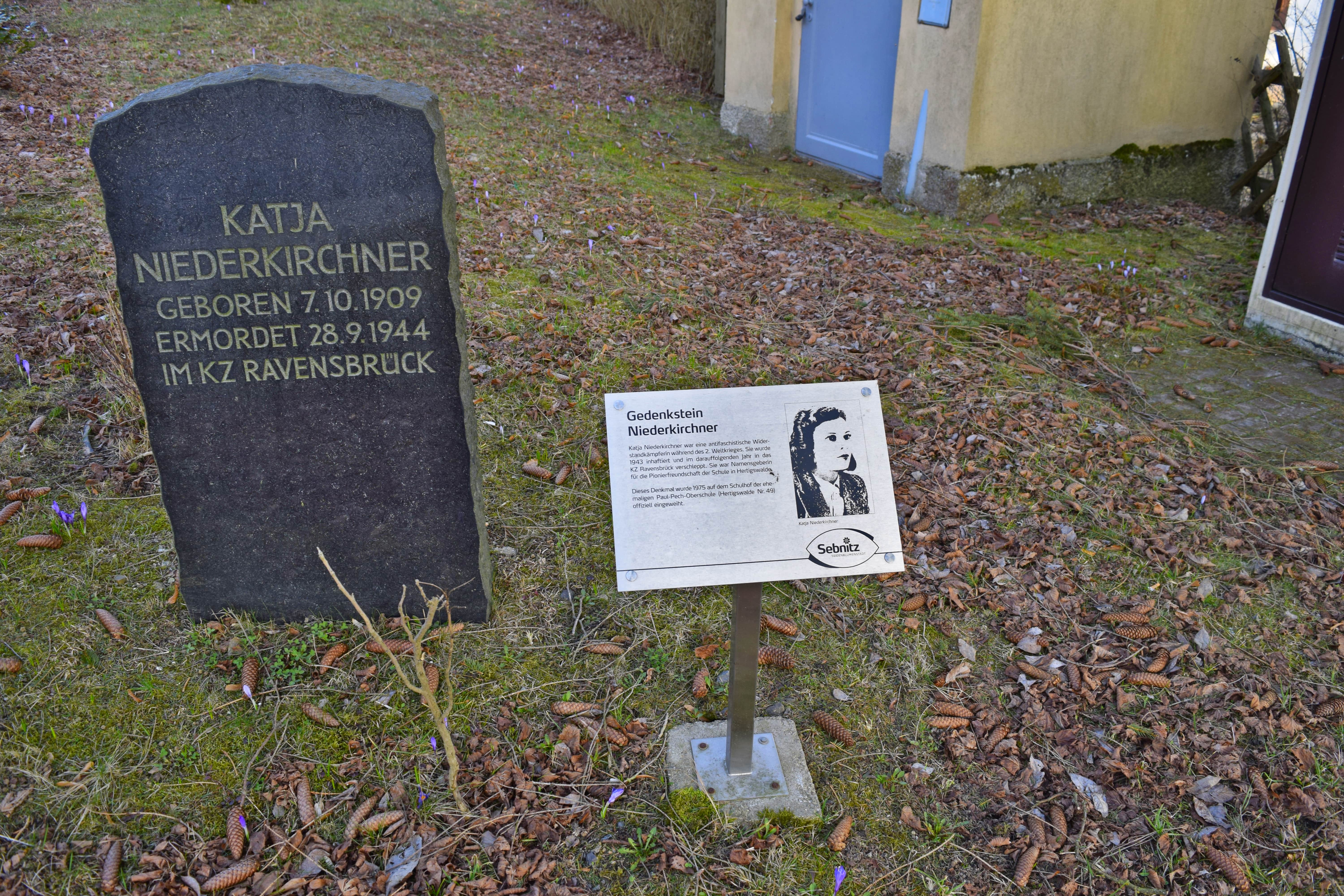
Gedenkgrabstein und Gedenktafel in Hertigswalde bei Sebnitz

Nach Käthe Niederkirchner wurden in der DDR mehr als 300 Kollektive und Betriebe, Kindergärten und Sportvereine sowie in zahlreichen Gemeinden Straßen benannt. Die Benennung vieler Einrichtungen und Straßen nach ihr überstanden die Phase der Wiedervereinigung.
- Im Ost-Berliner Bezirk Mitte wurde 1951 die Prinz-Albrecht-Straße nach ihr benannt.[3]
- Im Ost-Berliner Stadtbezirk Prenzlauer Berg wurde 1974 die Lippehner Straße in Käthe-Niederkirchner-Straße umbenannt. In unmittelbarer Nähe war in der Bötzowstraße 11 die heutige Kurt-Schwitters-Oberschule nach Käthe Niederkirchner benannt.[4]
- Das nach einer demokratischen Sozialpolitikerin benannte Hertwig-Bünger-Heim in Radebeul ist 1951 in Feierabendheim „Käthe Niederkirchner“ umbenannt worden.
- Am 31. Juli 1964 wurde das im VEB Warnow-Werft Warnemünde gebaute Frachtmotorschiff vom Typ X auf den Namen Käthe Niederkirchner getauft.
- Das auf dem Flugplatz Peenemünde stationierte Fliegertechnische Bataillon 9 der NVA erhielt am 1. März 1970 den Ehrennamen Käthe Niederkirchner, ebenso 1973 die Dienststelle der Luftstreitkräfte in Karlshagen.[5]
- Seit dem 1. November 1950 gibt es im Leipziger Zentrum-Süd die Niederkirchnerstraße.[6]

Käthe Niederkirchner gehörte neben Jewgenia Klemm, Antonina Nikiforova, Mela Ernst, Rosa Jochmann, Olga Benario-Prestes, Rosa Thälmann, Olga Körner, Martha Desrumaux, Minna Villain und Maria Grollmuß zu den prominenten Häftlingen im KZ Ravensbrück, die in der DDR während der Befreiungsfeiern in der Nationalen Mahn- und Gedenkstätte Ravensbrück öffentlich gewürdigt wurden.

## Ausstellungen
- Der Künstler Ilja Niederkirchner, Großneffe von Käthe Niederkirchner, präsentiert vom 17. September bis 31. Oktober 2024 seine Ausstellung Gespenster in der Mahn- und Gedenkstätte Ravensbrück.[8]